# ゴードン (きかんしゃトーマス)

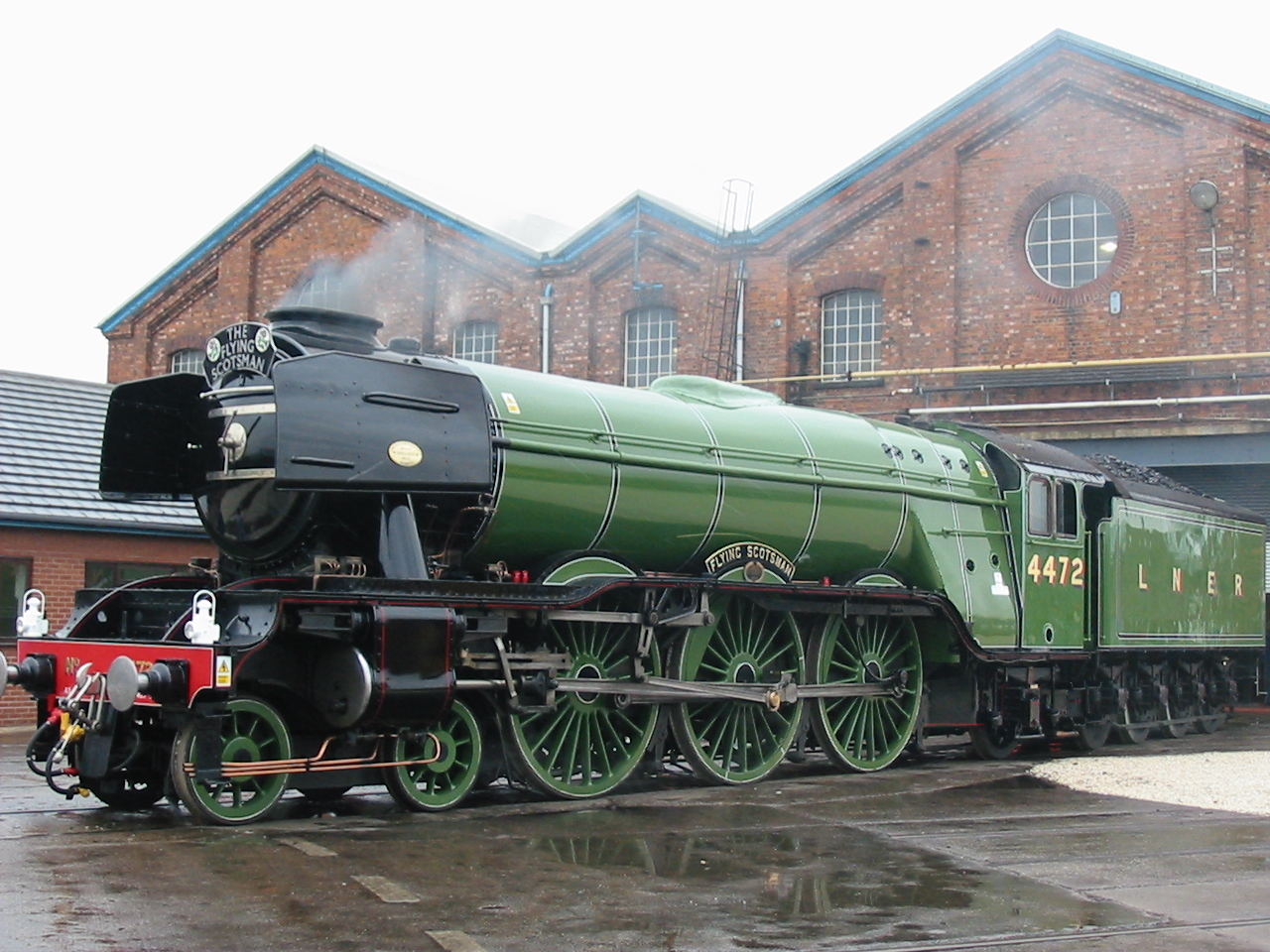
モデルとなったLNERのA1形

ゴードンは、イギリスの幼児向け絵本『汽車のえほん』、またその映像化作品『きかんしゃトーマス』に登場する大型のテンダー式蒸気機関車。

## 概要
ウィルバート・オードリー原作の絵本『汽車のえほん』とその映像化作品『きかんしゃトーマスとなかまたち』に登場する蒸気機関車であり、映像化作品においてはレギュラーの立ち位置にある。6輪淡水車の横に書かれている車体番号は4。色は青。映像化作品では一人称が「俺（様）」になっているが、『汽車のえほん』では他の機関車同様「僕」と訳されている。二人称は基本「お前」だが、相手によっては「君」や「あんた」と言う場合がある。

## 性格
プライドが高く、威張りん坊で自惚れが強い。仲間の忠告を聞かないことが多く、それが災いして事故やトラブルを起こすことも少なくない。仕事は真面目に行うが、支線の走行を任されたり貨車を引かされたりするとヘソを曲げるなど選り好みすることもあり、TV版第20期第3話『ヘンリーか？ゴードンか？』においてヘンリーと仕事を入れ替えることになった時は仕事放棄した。自分の速度には誇りを持っており、自分より速い機関車には嫉妬することも多い。ジェームスやヘンリーと組んで小さな機関車をからかうなど、意地悪な一面も持つ。作品においては汚い貨車を扱うのを嫌がるジェームスやサー・ハンデルに仮病といった悪知恵を教える狡猾な一面もある。
一方で豪快かつ義理堅い兄貴分な面も持ち合わせており、同僚の機関車達はもちろん、客車や乗客への優しさを忘れず、いざという時には持ち前のパワーで窮地を救う。仲間達とはお互い見下し合うこともあるが、最終的に和解し、役に立つ機関車として尊敬し合っている。
第7期より登場するスペンサーとは、スピードで張り合うライバル関係にあり、出会う度に競争や言い争いが始まる。
口癖は「急行列車のお通りだ！（Express Coming Through!）」。災難があった時は「まったく、なんてこった（Oh, the indignity! / Great Gears!）」ということが多い。

## 出来事
『汽車のえほん』とテレビシリーズ（TV版）共通で、ゴードンが頂上まで到達できず立ち往生してしまう丘を「ゴードンの丘」と呼んでいる。その他、TV版第5期第3話「ゴードンのまど」ではブレーキが効かなくなり暴走、オープンしたばかりのカーク・ローナン駅の壁に激突し、機関助手が負傷する事故を起こした。この時に開いた壁の穴を利用し「ゴードンの窓」が作られた。2回目は自分のブレーキがきくようになる。
TV版第10期ではスピード新記録達成のため島中を周ったが、故障したヘンリーを助けるために記録作りを諦めたことがある。その後改めてスピード記録を達成し、トップハム・ハット卿から記念として自分専用の客車をもらった。
長編第12作では、トーマスの提案を聞いたトップハム・ハット卿の勧めで流線型の車体に改造され、シューティング・スターとして「グレートレールウェイショー」のスピード競争の代表に選ばれた。しかし、安全確認を促すビクターの制止を聞き入れずに出発したため安全弁をつけ忘れてしまい、レース中ボイラーが破裂するハプニングが起こった。

## 誕生の経緯
1942年、ウィルバート・オードリーが麻疹で寝込んでいた息子のクリストファー・オードリーに意志を持ち会話をする蒸気機関車が登場する物語を読み聞かせた。ウィルバートは、その物語で機関車エドワードの優しい性格を際立たせる役割として、意地悪なゴードンというキャラクターを登場させた。名前の由来は、当時オードリー宅の近所に住んでいたガキ大将であった。

## モデル
ロンドン・アンド・ノース・イースタン鉄道 (LNER) のA1・A3形蒸気機関車がモデルであり、実在のA1形蒸気機関車1472号機 フライング・スコッツマン（現在の4472号機）の兄弟という設定である。ただしゴードンはオードリー牧師独自のアレンジで実際のA1との相違点が多く、これらはソドー島入線に際してクルー工場で改造された設定で、原作第23巻ではフライング・スコッツマンとお互いだいぶ変わったことを語り合っていた。なお顔のモデルは、当時の担当編集者エリック・マリオットと伝えられている。
なお、TV版第2期第13話『ディーゼルのわるだくみ』にて「走るソーセージ (Galloping sausage) 」という蔑称で呼ばれたが、これはモデルとなったA1形ではなくW1形のエピソードである。

## 原作での設定
ゴードンは1920年から1921年にかけてグレート・ノーザン鉄道（GNR）の技師長ナイジェル・グレズリーが急行旅客列車用に設計したパシフィックの車軸配置を持つA1形の試作機として製造された。設計には修正すべき欠陥があったため、存在は秘匿とされ、試験走行を除いて定期運行を行うことも車両番号を付与することもなかった。1922年から1923年にかけて、全ての不具合が解消され、最初のA1形が登場するまで実験的に使用され、1923年に不要となったゴードンは、予備のボイラーと火室とともにノース・ウェスタン鉄道に売却され、そこで主に急行『ワイルド・ノー・ウェスター』の牽引を担当することとなる。
主な主役回
| シーズン | 話数    | サブタイトル                   | 備考 |
| -------- | ------- | ------------------------------ | --- |
| 第1期    | 第1話   | トーマスとゴードン             | トーマスにからかわれた復讐目的で、彼を繋いだまま急行列車を牽いた。 |
| 第1期    | 第25話  | ゴードンみぞにはまる           | 臨時列車を牽くのを拒否したうえに、機関庫付近の溝に滑り落ちてしまい、初めて事故を起こし子供から罵倒され、ジェームスに笑われたが、ジェームスとヘンリーに引っ張り出されて助かった。 |
| 第2期    | 第48話  | しせんをはしったゴードン       | 機関助手と信号手のミスのせいで、支線を走る。 |
| 第3期    | 第56話  | ゴードンとゆうめいなきかんしゃ | セレブリティーに負けられないとスピードを出して走行したため、ドームを落としてしまう。                                                                                             |
| 第3期    | 第62話  | どろんこゴードン               | 泥まみれながら洗車を拒否してジェームスを汚し、急行列車の仕事を没収される。 |
| 第5期    | 第107話 | ゴードンのまど                 | 新設の駅の式典当日にブレーキが故障し、駅の壁を突き破ってしまう。 |
| 第6期    | 第146話 | すべったゴードン               | スピードをおとせという警告を無視し、古い支線で脱線する。 |
| 第7期    | 第178話 | ゴードンとスペンサー           | 公爵夫妻の専用列車のスペンサーと初めて対面する。 |

## 2Dアニメ版でのゴードン
2021年以降のフルリニューアル版では舞台が技術革新の進んだ現代となっており、それに伴いゴードンも既に最速の機関車の座から退いているものの機関車としては未だ現役であり、機関車たちのまとめ役を務めている。トップハム・ハット卿に代わり仕事の割り当てをすることもある。
劇中では長く重い貨物列車を担当することが多く、また未だ急行用線路を使用している場面も見られる。話を振られれば、速く走っていた頃のことを嬉しそうに語る。
体裁を気にするところは相変わらずだが、過去作と比べ性格はかなりおおらかになった。自身の後継ともいえる超特急電車カナのことも温かく見守っており、彼女のために新たな充電スタンドを用意したこともあった。
オリジナル音声となる北米版では長編第1作に出演したニール・クローンが再び声を担当している。

## 声優
- 英国版 - ニール・クローン（長編第1作）、キース・ウィッカム（長編第4作 - 第24期）、ウィル・ハリソン゠ウォーレス（2Dアニメ）
- 北米版 - ニール・クローン（長編第1作、2Dアニメ ）、ケリー・シェイル（長編第4作 - 第24期）
- 日本版 - 内海賢二（第1 - 8期） → 三宅健太（長編第第2 - 17作）、武内駿輔（2Dアニメ）、田中完（トーマスのヒミツ旅）